# 新潭镇
新潭镇，是中华人民共和国安徽省黄山市屯溪区下辖的一个乡镇级行政单位。

## 行政区划
新潭镇下辖以下地区：
华资社区、引充社区、竹林村、仙林村、新潭村、上资村、东关村、汗山桥村、梅林村和新城区社区。